# Shadowgate
Shadowgate ist ein 1987 vom US-amerikanischen Entwicklerstudio ICOM Simulations für den Apple Macintosh entwickeltes Computerspiel. Es erschien als drittes und erfolgreichstes von vier auch als MacVenture-Adventures bezeichneten Titeln. Die Handlung spielt in einer Fantasy-Welt auf der Burg eines Hexenmeisters. Das Spiel ist bekannt dafür, eine große Vielfalt an unterschiedlichen Möglichkeiten bereitzuhalten, den Spielercharakter sterben zu lassen.
Im August 2014 veröffentlichte die Firma Zojoi, eine Gründung der ehemaligen Shadowgate-Entwickler, ein erweitertes Remake für Windows und Mac OS. Über die Plattform Steam wird seit Januar 2015 auch das Originalspiel wieder angeboten, das auf moderner Hardware lauffähig gemacht, dessen Inhalt und grafische Darstellung aber zur ersten Veröffentlichung vor fast 30 Jahren nicht verändert worden ist.

## Shadowgate (Original)

### Handlung
Den Fantasieplaneten Tyragon bevölkern zahlreiche mythische Rassen und magische Wesen. Auf Gatekeeper Mountain, einem Berg des Landes Kal Zathynn, steht die Burg Shadowgate, auf der sich einst eine Gruppe mächtiger Magier, der „Circle of Twelve“, versammelte. Einer von ihnen, Talimar, wandte sich dem Bösen zu und wurde aus dem Circle of Twelve geworfen. Daraufhin ernannte er sich selbst zum „Warlock Lord“, zum Herrscher aller Hexenmeister, und stürzte Tyragon in ein Chaos aus Kriegen zwischen Menschen, Elfen, Zwergen und anderen Völkern. Als diese Kriege endeten, stellte er ein Heer aus Trollen, Orks, Goblins und anderen dunklen Kreaturen gegen die Könige aller Länder auf. Erst mit einem letzten Eingreifen der verbliebenen Magier des Circle of Twelve konnte er von seinen Plänen abgehalten und in eine Höhle unterhalb der Burg eingeschlossen werden. Danach löste sich der Circle auf und nur der Druide Lakmir blieb als Wächter des magisch versiegelten Gefängnisses zurück.
Für die Spielerfigur beginnt die Handlung am Rand eines Waldes vor der Burg. Eine Textanzeige berichtet, der Spieler könne sich erinnern, zuletzt vor Lakmir gestanden zu haben. Dieser sprach gestikulierend in alter Sprache einen Zauberspruch. Die Prophezeiung habe vorhergesagt, der Warlock Lord werde seine dunklen Kräfte verwenden, um Behemoth, den mächtigsten und tödlichsten der Titanen, zu beschwören. Nur die „Seed of Prophecy“, der letzte aus der Linie der Könige, könne verhindern, dass die Welt in ewige Dunkelheit fällt. Dazu muss er jedoch in die Burg Shadowgate und den „Staff of Ages“ in seinen Besitz bringen, ein mächtiges Artefakt und die einzige Waffe, mit der Behemoth besiegt werden kann.
Nach jahrelanger Suche nach der Seed of Prophecy ist es Lakmir schließlich gelungen ihn zu finden, den Spieler, der sich nun allein den Aufgaben stellen muss, die ihn in Shadowgate erwarten.
Neben dem Lösen von Rätseln und dem Einsammeln und Verwenden verschiedener Gegenstände, besteht die Aufgabe vor allem darin, mit der Spielfigur am Leben zu bleiben. Nahezu jede Handlung, die nicht dem korrekten Lösungsweg entspricht, führt zum unmittelbaren Tod, sodass auf einen zuvor gespeicherten Spielstand zurückgegriffen werden muss, um etwas Anderes zu probieren.
Wie auch bei den anderen Adventures der MacVenture-Engine, gibt es ein Zeitlimit. Es steht in Shadowgate nur ein begrenzter Vorrat an Fackeln zur Verfügung, die im Laufe des Spiels herunterbrennen. Gelingt es dem Spieler, das Artefakt innerhalb der vorgegebenen Spielzeit zu finden, lässt sich Behemoth mit dem Staff of Ages tödlich verletzen. Sterbend kehrt er in die Hölle zurück, wobei er den „Warlock Lord“ mitnimmt. Der siegreiche Spieler erhält die Tochter des Königs zur Verlobten und den Titel des „High Lord of the Westland“.

### Entwicklungsgeschichte
Der Name „MacVenture“ entspricht der zur Entwicklung verwendeten, als revolutionär geltenden MacVenture-Engine, die erstmals Adventures mit reiner Maussteuerung über ein Point-and-Click-Interface ermöglichte. Das zwei Jahre zuvor entwickelte Déjà Vu: A Nightmare Comes True gilt daher als erster Vertreter eines neuen Computerspielgenres. Die ersten beiden MacVenture-Adventures Déjà Vu und Uninvited waren erfolgreich und brachten positive Kritiken zur Point-and-Click-Technik, mit der ein Adventure ganz ohne Texteingaben allein mit der Maus gesteuert werden konnte. Im Jahr 1987 waren bei ICOM gerade zahlreiche Portierungen für andere Systeme und damit verbunden auch die Erweiterung durch verbesserte Grafik und Soundausgabe der Spiele in Entwicklung. Dennoch erschien Shadowgate zunächst wieder mit Schwarz-Weiß-Grafik und ohne Sound auf Apple Macintosh. Nachdem aber nicht annähernd so viel Zeit verging, wie bei den ersten beiden Titeln und Portierungen mit verbesserter Technik noch im selben Jahr erschienen sind, ist davon auszugehen, dass Shadowgate auf mehreren Plattformen parallel entwickelt wurde. Noch im Erscheinungsjahr wurde Shadowgate auf Amiga und Atari ST portiert. In den darauf folgenden Jahren erschien es für weitere Computersysteme, als Konsolen-Version für das Nintendo Entertainment System und 1999 als Remake für Windows Mobile und Game Boy Color.
Zur Zeit der Veröffentlichung für das NES galten bei Nintendo of America sehr strenge, von vielen Entwicklern als Zensur empfundene Inhalts-Richtlinien. Es überrascht, dass der extrem schwarze Humor des Spiels die Zensur weitgehend unbeschadet überstanden hat. Der Erfolg des Spiels auf NES gab den Ausschlag, dass Kemco/Seika auch noch die anderen MacVenture-Titel auf die Konsole portieren ließ.

### Produktionsnotizen
Unter dem Künstlernamen F.X. Nine brachte Scholastic 1991 als Teil der Worlds-of-Power-Serie, ein Buch mit dem Titel Before Shadowgate heraus, das die Vorgeschichte der Welt von Shadowgate erzählt. Die beiden Entwickler Dave Marsh und Karl Roelofs hatten den Autor vorab mit Details und Hintergrundinformationen unterstützt.
Die NES-Version von Shadowgate ist eines der wenigen Spiele für diese Konsole, die ins Schwedische übersetzt worden sind. Die Landesfassung wurde zunächst jedoch vor allem für den Fehler bekannt, der sich bei Übersetzung der auswählbaren Aktionen „Go“ und „Hit“ eingeschlichen hatte. Diese waren fälschlich als „Gä“ und „Slä“, statt „Gå“ und „Slå“ übersetzt. Der schwedische Nintendo-Vertriebspartner Bergsala legte daher jedem Spiel einen Entschuldigungsbrief bei.

### Rezeption
Computer Gaming World erklärte zur Erstveröffentlichung, das Spiel sei nochmal ein deutlicher Fortschritt im Vergleich zu den vorangegangenen Titeln der MacVenture-Engine, die bereits als gut oder sehr gut bewertet wurden. Gelobt wurde der höhere Schwierigkeitsgrad, vor allem aber die größere Flexibilität bei der Lösung der Rätsel, zu denen Shadowgate – im Unterschied zu den Vorgängern – häufig mehrere Möglichkeiten vorsieht.
Die Zeitschrift Dragon vergab 5 von 5 möglichen Sternen und erklärte „Shadowgate is a great adventure game in that you must continually be aware of what’s already been accomplished to complete subsequent puzzles.“
Aus Spielersicht wirken die ständigen Unterbrechungen durch den Tod der Spielfigur und damit die notwendigen Rückgriffe auf den letzten gespeicherten Spielstand einerseits lästig. Vor allem, da es für viele Rätsel keine Hinweise oder logische Erklärungen gibt und letztlich nur Ausprobieren nach der Versuch-und-Irrtum-Methode weiterführt. Andererseits gewinnt das Spiel dadurch seinen eigenen Reiz. Die große Vielfalt an Ideen, auf welche Weise der Spieler zu Tode kommen kann und die sarkastischen oder humoristischen Texte zur Beschreibung, haben wesentlich zum Erfolg des Spiels beigetragen.

## Shadowgate (2014)
Dave Marsh und Karl Roelofs, zwei ehemalige ICOM Simulations-Entwickler, gründeten im März 2012 die Firma Zojoi LLC mit dem Ziel, von ihnen bei ICOM entwickelte Klassiker, darunter vor allem auch Shadowgate, neu herauszubringen. Neben der Portierung auf aktuelle Systeme sollte das Spiel um zahlreiche Rätsel und Gegenstände, die in vorherigen Versionen schon vorgesehen waren, aber wegen Platz- oder Budgetknappheit immer wieder gestrichen wurden, aber auch um völlig neue Rätsel und Ideen erweitert werden. Im Projektvideo für die Kickstarter-Plattform zeigten die beiden bereits erste Bilder und Ergebnisse aus der schon angelaufenen Vorproduktion.

### Kickstarter-Kampagne
Zur Finanzierung startete Zojoi am 26. Oktober eine Crowdfunding-Kampagne auf der Plattform Kickstarter. Das Ziel, innerhalb eines Monats 120.000 US-Dollar einzusammeln, konnte sogar noch leicht übertroffen werden. Die Kampagne erzielte am Ende 137.232 Dollar. Im Vergleich mit anderen Revival-Spieleprojekten während dieser Zeit blieb das Ergebnis aber noch bescheiden. Am 2. November 2013, knapp ein Jahr später, startete Zojoi eine Greenlight-Abstimmung zur Aufnahme des Spiels in den Katalog der Vertriebsplattform Steam und veröffentlichte am 21. August 2014 das fertige Spiel für die Betriebssysteme Windows und Mac OS.

### The Dread Pumpkin Quest Update
Anlässlich des Halloween-Sales bei Steam im Oktober 2014 veröffentlichte Zojoi ein umfangreicheres Update, mit dem die Steuerung um ein alternatives Kommandosystem und weitere neue Optionen ergänzt wurde. Das Spiel erlaubt nun den Schwierigkeitsgrad auf Casual Game für Unerfahrene oder den Ironman Mode für sehr erfahrene Spieler einzustellen. Darüber hinaus wird der Spielinhalt um die Dread Pumpkin Quest erweitert.

### Rezeption
Shadowgate erhielt gemischte Bewertungen. Die Rezensionsdatenbank Metacritic aggregiert 20 Rezensionen zu einem Mittelwert von 68.
Das Spieleportal AdventureGamers lobte die dunkle, spannungsgeladene Atmosphäre und Originaltreue des Remakes, warnte jedoch davor, dass zahlreiche Puzzles so künstlich verkompliziert worden seien, dass sich wohl nicht jeder mehr gern damit befassen möchte. „It offers a captivating journey into a fantasy dungeon, but it’s inhabited by puzzles so artificially challenging that this quest is one not everyone will want to undertake“. Gamespot räumte zwar ein, Shadowgate schäme sich nicht seiner Wurzeln und sei daher eine etwas ungewöhnliche und seltene Erfahrung. Als Versuch, einen Klassiker neu zu erschaffen, überwiege der Erfolg aber deutlich die Schwächen. „Shadowgate represents a different and currently rare kind of experience. It’s unashamed of its roots, sometimes to a fault, but as an attempt to recreate a classic it succeeds far more than it falters“.

## Fortsetzungen
Nachfolger zu Shadowgate erschienen erst einige Jahre später und auch auf ganz anderen Plattformen als das Original.
Für TurboGrafx-CD in USA und damit auch für die baugleiche PC Engine erschien 1993 Beyond Shadowgate. Der Spieler übernimmt die Rolle von Prinz Eric, einem Nachkommen des Helden aus dem ersten Teil, der vom königlichen Berater Belazar des Königsmordes am eigenen Vater beschuldigt und ins Verlies geworfen wurde. Die Hinrichtung soll bei Tagesanbruch folgen. Neben klassischen Adventure-Rätseln und Aufgaben ist ein Action-Element dazugekommen. Zu erweiterten Handlungsmöglichkeiten des Menü, kann Erik auf Knopfdruck am Gamepad jetzt ausweichen oder zuschlagen und muss seine Gegner auch durch Geschicklichkeit im Kampf besiegen.
Für das Nintendo 64 erschien 1999 das Spiel Shadowgate 64: Trials of the Four Towers. Jahrhunderte nach den Ereignissen des Originalspiels befindet sich die Burg und das Königreich im Zerfall und ist Unterschlupf für Diebe und Gauner geworden. Der Spieler übernimmt die Rolle des Halblings Del Cottonwood, der mit einer Karawane zur Burg gereist ist, die gerade überfallen wurde. Seine Mitreisenden wurden getötet, er selbst auf Shadowgate in ein Verlies gesperrt. In 3D-Ansicht, wie sie auch für Ego-Shooter dieses Zeitraums verwendet wurde, erkundet der Spieler die Burg und vor allem die vier Türme, zu denen er jeweils eine besondere Aufgabe lösen muss. Trotz Ähnlichkeit der Spieleansicht, bestimmen nicht Kämpfe, sondern logische Rätsel das Geschehen. Handlungsmöglichkeiten sind aber nicht mehr über ein Menü auswählbar, sondern beschränken sich auf zwei Tasten am Gamepad. Die erste um generell eine Handlung auszulösen, die zweite zur Verwendung von Spielgegenständen.
Ein weiterer Nachfolger für das Nintendo 64 war unter dem Titel Shadowgate Rising bereits in Entwicklung. Das Projekt wurde aber abgebrochen, als Nintendo ankündigte, bald eine Nachfolgerkonsole auf den Markt zu bringen, die dann später als GameCube in den Handel kam. Von den Vorarbeiten zum Spiel existieren heute nur noch ein paar Entwicklungs-Screenshots und ein Comic.
Am 16. September 2021 startete 317 Films eine Crowdfunding-Kampagne für Shadowgate, The Living Castle, ein auf Shadowgate basierendes Brettspiel. Die Finanzierung wurde jedoch noch vor dem Erreichen eines Drittels der angestrebten 75.000 US-Dollar vom Projektgründer abgebrochen.
Im Oktober 2021 veröffentlichten Zojoi und Azure Drop Studios Shadowgate VR: Die Minen von Mythrok, zunächst als Computerspiel exklusiv für das Virtual-Reality-Headset Oculus Quest. Im Juni 2022 folgte die Veröffentlichung auf der Internet-Vertriebsplattform Steam auch für andere VR-Systeme.

## Trivia
- In Shadowgate findet der Spieler eine Flöte, die den Anfang der gleichen Melodie spielt, mit der in Déjà Vu: A Nightmare Comes True die vom Spieler steuerbare Handlung beginnt.
- In der NES-Version von Uninvited ist die Titelmelodie von Shadowgate zu hören, sobald der Spieler den Phonographen im Spielzimmer des Geisterhauses einschaltet.